# Șoimi
Șoimi – wieś w Rumunii, w okręgu Bihor, w gminie Șoimi. W 2011 roku liczyła 810 mieszkańców.